# Тъ'пест 2
„Тъ'пест 2“ е седмият студиен албум на музикалната българска рок група „Хиподил“. Издаден е през 2009 година. Включва едни от най-добрите песни на групата, но 16 от тях за първи път са издадени на компактдиск.

## Песни
1. Вход
2. Кой намаза с лайна?
3. Член
4. Без хигиена
5. 3x3
6. Джуджанка
7. Дращя с нокти
8. Клиторен оргазъм
9. Кът кокошчице
10. L.A. но моме
11. Седя на бара
12. Въртианален секс
13. Майките
14. Мони и Домчил
15. Нова грацка песен
16. Спрете ни тока
17. Трипер
18. Грозна си като салата
19. Ариведерчи
20. Изход

### Музиканти
- Светослав Витков – вокали
- Петър Тодоров – китари, вокали
- Венци Лозанов – бас китара
- Лъчезар Маринов – барабани
- Венци Мицов - клавишни